# Invasão Mongol da Bulgária do Volga

Mapa da invasão Mongol da Bulgaria do Volga

A Invasão Mongol da Bulgária do Volga durou entre 1223 a 1236.

## A campanha mongol

### Primeira tentativa
Em 1223, após vencer os exércitos russos e cumanos na Batalha do rio Kalka, um exército mongol sob a liderança dos generais Subedei e Jebe Noyon foi enviado para subjugar a Bulgária do Volga. No entanto a cavalaria mongol foi pega em uma emboscada e vencida próxima as colinas de Zhiguli na margem direita do Volga, e o restante do exército se retirou.

### Segundo ataque
Em 1229 os mongóis retornaram sob o comando dos generais Kukday e Bubede. Esta força venceu os guardas de fronteira búlgara no rio Ural e começaram com a ocupação do vale do alto Ural. Em 1232 a cavalaria mongol subjugou a parte sudeste da Bashkíria e ocupou algumas áreas do sul do território búlgaro do Volga.
Seguiu-se a falha dos vários lordes búlgaros em se unirem em uma defesa comum. Os mongóis voltaram em 1236. As forças mongóis lideradas por Batu Khan sitiaram e capturaram Bolgar, Bilär, Suar, Cükätaw e outras cidades e castelos da Bulgária do Volga. Os habitantes foram mortos ou vendidos como escravos. Desde então a Bulgária do Volga se tornou parte do Ulus de Jochi, depois conhecido como o Canato da Horda de Ouro. Foi dividida em diferentes "ducados"; depois cada um desses se tornou vassalo da Horda de Ouro e recebeu alguma autonomia.